# Peter Nelson
Peter Nelson, född 10 september 1959 i Los Angeles, Kalifornien, USA är en amerikansk skådespelare. I Sverige är han troligen mest känd för att ha spelat en av huvudrollerna i den svensk-amerikanska spökthrillern Sounds of Silence i regi av Peter Borg. Han har haft roller även i andra filmer, bland annat spelade han mot Bruce Willis i actionfilmen Die Hard 2.